# Casuarina junghuhniana
Casuarina junghuhniana là một loài thực vật có hoa trong họ Casuarinaceae. Loài này được Miq. mô tả khoa học đầu tiên năm 1851.